# Der Stellvertreter
Der Stellvertreter ist ein Schauspiel des deutschen Schriftstellers Rolf Hochhuth aus dem Jahr 1963, das die Haltung des Vatikans zum Holocaust thematisiert.
Das Theaterstück besteht aus fünf Akten und ist in freien jambischen Versen verfasst. Es schildert die Versuche des fiktiven Jesuitenpaters Riccardo Fontana, das Oberhaupt der römisch-katholischen Kirche, Papst Pius XII., von der Deportation und massenhaften Vernichtung von Juden in Konzentrationslagern durch NS-Deutschland in Kenntnis zu setzen und zum Eingreifen zu bewegen. Fontana drängt den Papst im Oktober 1943 während der Deportation der römischen Juden in das Vernichtungslager Auschwitz zu einem deutlichen Protest gegen die Vernichtung der europäischen Juden. Als sein Appell vergeblich bleibt, wählt Fontana das Martyrium und schließt sich den Deportierten an.
Hochhuths „christliches Trauerspiel“ wurde am 20. Februar 1963 in West-Berlin am Theater am Kurfürstendamm – dem damaligen Haus der Freien Volksbühne – uraufgeführt. Regie führte der Intendant der Freien Volksbühne, Erwin Piscator. Die Premiere rief weitreichende Kontroversen hervor („Stellvertreter-Debatte“) und führte zu internationalen diplomatischen Verwicklungen. Das Stück wurde bis heute in über 25 Ländern aufgeführt und 2002 von dem griechisch-französischen Regisseur Constantin Costa-Gavras verfilmt.

## Handlung
Der SS-Obersturmführer Kurt Gerstein versucht im Sommer 1942 in der Apostolischen Nuntiatur in Berlin mit Unterstützung des Jesuitenpaters Riccardo Fontana den Nuntius zu überzeugen, gegen die Judenvernichtung zu protestieren. Gerstein war kurz zuvor in den Vernichtungslagern Belzec und Treblinka Augenzeuge des Massenmords an Menschen in Gaskammern geworden und handelt offenbar aus persönlicher Erschütterung. Der päpstliche Vertreter verweist jedoch auf fehlende Befugnisse. In einer Kegelszene unter Nationalsozialisten wird die Gestalt des „Doktors“ exponiert, der medizinische Experimente in Auschwitz durchführt. Riccardo Fontana besucht Gerstein in dessen Wohnung und gibt seinen Pass und seine Soutane an Jacobson, einen Juden, dem der SS-Offizier Unterschlupf gewährt.
Wenig später spricht Riccardo zusammen mit seinem Vater im Vatikan vor, um dort auf einen Protest gegen den Holocaust hinzuwirken. Ein Kardinal betont, die Kirche befinde sich in der Stellung einer Vermittlerin. Zudem sei angesichts der Bedrohung des Christentums durch die Sowjetunion Neutralität geboten. Unterdessen werden die italienischen Juden deportiert. Ein Kardinal besucht ein Kloster, das privilegierten Juden Unterschlupf gewährt. Riccardo und Gerstein betrachten diese Maßnahmen jedoch als unzureichend. Riccardo möchte den Generalabt überzeugen, sich des vatikanischen Rundfunks zu bemächtigen, um Aufforderungen zum Protest auszustrahlen. Dieser lehnt jedoch ab.
In einer Konfrontation mit dem Papst erhebt Riccardo implizit schwere Vorwürfe: „Gott soll die Kirche nicht verderben, nur weil ein Papst sich seinem Ruf entzieht.“ (Rolf Hochhuth: Der Stellvertreter. Reinbek 1963. S. 292). Angesichts des ergebnislosen Gesprächs äußert Riccardo die Absicht, nach Auschwitz zu gehen. Schließlich könne ein Priester als Stellvertreter des Papstes fungieren, wenn der Pontifex Christus auf Erden vertrete. Der Papst schweigt erschüttert angesichts der Düpierung.
In Auschwitz trifft Riccardo auf den zynischen Lagerarzt, der ihn in der Rolle des vergeblichen Gottesforschers sieht: „Sie sterben hier, wenn Sie’s nicht lassen können, wie eine Schnecke unterm Autoreifen – sterben, wie halt der Held von heute stirbt, namenlos und ausgelöscht von Mächten, die er nicht einmal kennt, geschweige denn bekämpfen könnte.“ (S. 326f.) Gerstein will den Pater retten und verlangt, dass der Doktor an seiner Stelle Jacobson mitnehme, doch lässt der Arzt den Geistlichen erschießen. In einem Ausblick wird deutlich, dass sich der Papst bis zum Kriegsende öffentlich nicht demonstrativ gegen die Deportation der Juden in die Vernichtungslager äußert.

## Zusammenfassung der wichtigsten Szenen

### 1. Akt (1. und 3. Szene)
- Kurt Gerstein berichtet dem Berliner Nuntius von Deportationen.
- Der Berliner Nuntius erklärt sich nicht verantwortlich für das Schicksal der Juden.
- Riccardo ist zutiefst getroffen.
- Riccardo verspricht Gerstein, den Papst vom Holocaust zu unterrichten.
- Riccardo tauscht mit Jacobson, einem in Gersteins Haus versteckten Juden, den Pass.

### 2. Akt
- Während eines Besuchs bei seinem Vater (Graf Fontana) im Vatikan verurteilt Riccardo den untätigen Papst.

„Ein Stellvertreter Christi, der ‚das‘ vor Augen hat und dennoch schweigt, aus Staatsräson, der sich nur einen Tag besinnt, nur eine Stunde zögert, die Stimme seines Schmerzes zu erheben zu einem Fluch, der noch den letzten Menschen dieser Erde erschauern lässt –: ein solcher Papst ist … ein Verbrecher.“

- Der Kardinal kommt zu Besuch.
- Riccardo hofft auf eine Kündigung des Konkordats mit Hitler durch den Papst.
- Der Kardinal plädiert für eine neutrale Haltung des Vatikans gegenüber der NS-Vernichtungspolitik.
- Der Kardinal versetzt Riccardo zur Strafe nach Lissabon.

### 3. Akt (2. Szene)
- Bei einem Treffen zwischen dem Kardinal und einem Abt, bei dem auch Graf Fontana zugegen ist, kommen Riccardo (zurück aus Lissabon) und Gerstein hinzu.
- Gerstein berichtet von Deportationen in Rom.
- Der Kardinal argumentiert im Sinne der Staatsräson der Kirche angesichts der Bedrohung durch Stalin.
- Riccardo wirbt um Unterstützung des Abts für einen Aufruf an die Priester Europas zum offenen Protest (Vatikan Radio). Ein geplanter Mord am Papst, der vom Abt als von der SS verübt dargestellt werden soll, soll den öffentlichen Protest der Kirche hervorrufen.
- Der Abt ist entsetzt und bricht das Gespräch mit Fontana ab.

### 4. Akt (1. Szene)
- Danach kommt es zu einem Gespräch zwischen dem Kardinal und Graf Fontana im päpstlichen Palast.
- Fontana ist der Meinung, dass der Papst Hitler schreiben solle. Pius XII. will Hitler jedoch durch eine Intervention nicht provozieren.
- Riccardo kommt hinzu und bezeichnet den Konflikt als Frage der Ehre des Heiligen Stuhls.
- Der Papst hält nur ein verdecktes Vorgehen (den Juden Verstecke verschaffen, Pässe beschaffen) für opportun.
- Fontana versucht, den Papst zu einem Protest zu bewegen.

„Fontana! … Sehen Sie nicht, dass für das christliche Europa die Katastrophe naht, wenn Gott nicht Uns, den Heiligen Stuhl, zum Vermittler macht. Die Stunde ist düster: zwar wissen Wir, den Vatikan rührt man nicht an. Doch Unsere Schiffe draußen, die Wir steuern sollen. Polen, der ganze Balkan, ja Österreich und Bayern noch. In wessen Häfen werden sie geraten. Sie könnten leicht im Sturm zerschellen. Oder sie treiben hilflos an Stalins Küsten.“

- Der Papst lässt sich jedoch zu einer äußerst neutralen Botschaft bewegen, die von Riccardo als Blankovollmacht für Hitler gegenüber den Juden empfunden wird.
- Der Papst wäscht, wie Pontius Pilatus (Mt. 27,24), seine Hände in Unschuld.[1]
- Riccardo heftet sich daraufhin den gelben Judenstern an und will als Zeichen des Protests freiwillig das Martyrium im KZ auf sich nehmen.

### 5. Akt (2. und 3. Szene)
- Der „Doktor“, ein zynischer KZ-Arzt, erkennt in Riccardo den Märtyrer, der zur Rettung des kirchlichen Ethos zu sterben bereit ist.
- Vergeblich versucht der Doktor, Riccardo als Laborpartner zu gewinnen.
- Der zynische KZ-Arzt bekennt, er wolle ein Zeichen Gottes provozieren, da er nicht mehr an den Sieg Hitlers glaube und den Sühnetod durch die Alliierten fürchte.
- Er schlägt Riccardo vor, ihn nach Rom zurückzubringen.
- Dafür will er sich in Rom mit Hilfe eines gefälschten Passes hinter den Stuhl Petri verschanzen.
- Riccardo soll einen legalen Fahrbefehl besorgen.
- Gerstein will Riccardo mit Hilfe eines fingierten Befehls aus dem KZ befreien.
- Riccardo weigert sich zu fliehen.
- Auch Jacobson befindet sich im KZ und kann Gerstein davon überzeugen, stattdessen zumindest ihn zu befreien.
- Als der Schwindel auffliegt, versucht Riccardo den Doktor umzubringen, wird aber dabei erschossen.
- Gerstein wird verhaftet und kommt im Widerstand um.

Für die Aufführung in Basel im September 1963 nahm der Autor Änderungen an der dritten Szene des dritten Aktes vor, in der die erniedrigende Behandlung der Verhafteten in Rom dargestellt wird. Er arbeitete die Figur des Herrn von Rippert ein, eines an Ernst Freiherr von Weizsäcker mahnenden Diplomaten. Die Szene wurde anstelle des fünften Aktes an das Ende des Stücks gestellt.

## Historische Vorbilder und Quellen

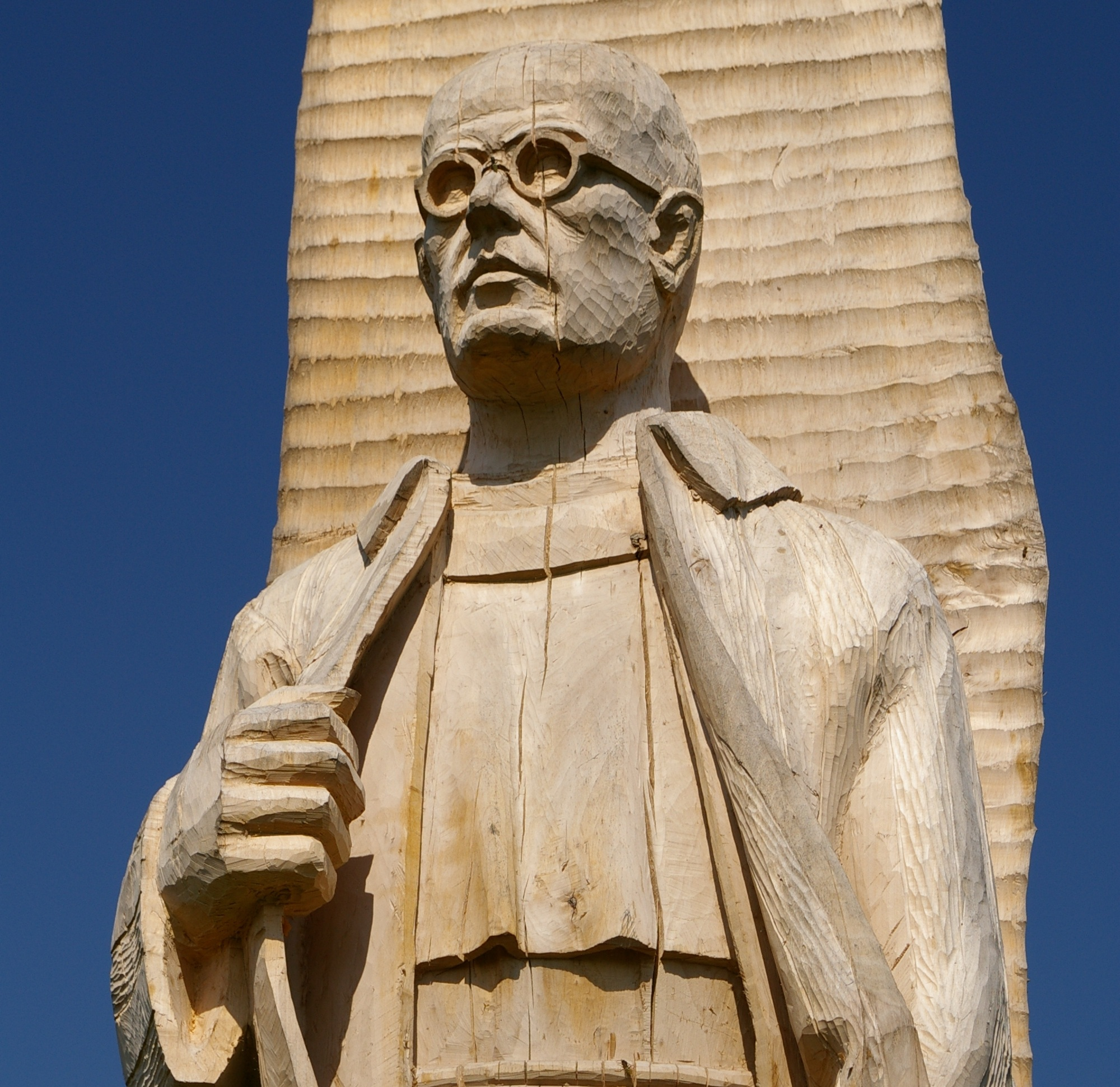
Maximilian Kolbe wurde 1941 verhaftet und nach Auschwitz deportiert, wo er für einen Mithäftling in den Hungerbunker ging (Holzskulptur in Wiślica).

Hochhuth hat mehrere historische Vorbilder für die Figuren seines Dramas angeführt. Zu diesen Personen zählen Pater Maximilian Kolbe (Häftling Nr. 16670 in Auschwitz), der sich für den katholischen Familienvater Franciszek Gajowniczek opferte. Prälat Bernhard Lichtenberg, der Dompropst zu St. Hedwig in Berlin, wurde verhaftet, weil er die Juden in seine Gebete mit einschloss und die Gestapo bat, das Schicksal der Juden im Osten teilen zu dürfen. Lichtenberg starb auf dem Transport nach Dachau. Das Werk ist beiden gewidmet. Kurt Gerstein, ein Hygienefachmann der Waffen-SS, versuchte während des Zweiten Weltkrieges das Ausland über die Vernichtungslager zu informieren. Nach Kriegsende fertigte er den Gersteinbericht an, der im Nürnberger Prozess verwendet wurde.
Zu Hochhuths Quellen, die er in dreijähriger Arbeit ausgewertet und im Anhang zur Buchausgabe angegeben hat, zählen die Protokolle der Nürnberger Kriegsverbrecherprozesse, private Aufzeichnungen Joseph Goebbels’ und die Reden von Pius XII.

## Rezeption
Hochhuth reichte das Drama Der Stellvertreter, an dem er seit einem dreimonatigen Arbeitsurlaub 1959 in Rom gearbeitet hatte, 1961 zunächst beim zu Bertelsmann gehörenden Verlag Rütten & Loening ein. Der Verlag der Bertelsmann-Verlagsgruppe, bei dem er als Lektor beschäftigt war, stoppte den Druck jedoch aus Rücksichtnahme auf seine katholische Leserschaft. Ein Skript wurde an den Rowohlt Verlag weitergeleitet, der es zwei Jahre später zur Uraufführung
des „christlichen Trauerspiels“ im West-Berliner Theater am Kurfürstendamm (Haus der Freien Volksbühne) am 20. Februar 1963 durch den Intendanten Erwin Piscator veröffentlichte. Diese löste die bis dahin größte und weitestreichende Theaterdebatte der Bundesrepublik Deutschland aus und sorgte für internationale Kontroversen. Inszenierungen des Stücks führten zu Auseinandersetzungen und Tumulten in mehreren europäischen Ländern. Die österreichische Erstaufführung 1964 am Wiener Volkstheater sorgte sogar für Handgreiflichkeiten im Parkett. Der Theaterdirektor Leon Epp unterbrach die Premiere, um selbst auf die Bühne zu steigen und zu verkünden: „Jeder, der dieser Aufführung beiwohnt, möge sich doch fragen, ob er nicht an den hier geschilderten Dingen irgendwie mitschuldig gewesen ist.“ Für eine Inszenierung am New Yorker Broadway (Brooks Atkinson Theatre, 26. Februar 1964, 316 Aufführungen) wurde Produzent Herman Shumlin mit einem Tony Award ausgezeichnet. Bis 1966 verbat sich Hochhuth eine Aufführung seines Stücks in Ostblock-Staaten aus Sorge vor einer plakativ anti-katholischen Interpretation.
Beträchtliches Konfliktpotential bezog Hochhuths fiktionaler Text sowohl aus seinen kontroversen Thesen, darunter die Brandmarkung eines unterstellten ökonomischen und antikommunistischen Kalküls des Papstes sowie die Übertragung der päpstlichen Stellvertreterfunktion auf den Märtyrer Riccardo Fontana als auch aus der historischen Authentizität, die der Autor durch seine Recherchetätigkeit und die Darstellung einzelner Personen der Zeitgeschichte beanspruchte. Im Laufe der sogenannten „Stellvertreter-Debatte“ verteidigte die Philosophin Hannah Arendt das Drama mehrfach, unter anderem in dem Beitrag The Deputy: Guilt by Silence? in der US-amerikanischen Ausgabe der New York Herald Tribune vom 23. Februar 1964, in der sie im Kontext von Herman Shumlins Broadway-Inszenierung ausführlich zu Hochhuths Theaterstück und dem geschichtlichen Hintergrund Stellung nahm. In ihrem Briefwechsel mit Mary McCarthy hatte Arendt zuvor im Oktober 1963 die künstlerische Qualität des Stückes kritisiert, aber die Legitimität der Fragestellung betont:

„Das Stück ist nicht gut, aber die Frage, die Hochhuth aufwirft, ist sehr legitim: Warum hat der Papst nie öffentlich gegen die Verfolgung und schließlich den Massenmord an den Juden protestiert? Er kannte die Einzelheiten, und das hat, soviel ich weiß, nie jemand bestritten.“ Der Osservatore Romano habe diese Frage in Misskredit bringen wollen, indem er behauptete: „‚Wenn Hochhuths These stimmt, dann waren es nicht Hitler, Eichmann oder die SS, die für all die Verbrechen verantwortlich waren, sondern es war der Papst Pius.‘ […] Das war natürlich glatter Unsinn, und H. [Hochhuth] hat niemals etwas derartiges gesagt […] Was der Vatikan […] zu tun versuchte, war, an die Stelle des wirklichen Problems eine absurde, leicht abzuschmetternde Behauptung zu setzen. Denn es ist natürlich keine Frage, dass eine öffentliche Stellungnahme durch den Papst […] ein Faktor von größter Bedeutung gewesen wäre, in Deutschland selbst, aber besonders in den von den Nazis besetzten Ländern.“

Hochhuth schrieb zur Darstellung der Verantwortung im Drama allgemein:

„Das Theater wäre am Ende, wenn es je zugäbe, dass der Mensch in der Masse kein Individuum mehr sei… Das ist doch eine der wesentlichen Aufgaben des Dramas: darauf zu bestehen, so unpopulär das momentan auch klingt, dass der Mensch ein verantwortliches Wesen ist.“

Werner Mittenzwei bezeichnete den „Ausgangspunkt des Stückes“ als „bewundernswert“ und sah in Der Stellvertreter ein „mutiges Stück“. Zugleich kritisierte er aber Hochhuths Fokussierung auf das Individuum und sein Verkennen gesellschaftlicher Verhältnisse. Laut Mittenzwei vermochte der Autor nicht, „diese Momente [...] zu wirklichen dramatischen Drehpunkten seines Fabel- und Figurenaufbaus zu machen“. Ähnlich äußerte sich der Kritiker auch zu anderen Stücken Hochhuths.
Bis 1975 erschienen 7.500 Veröffentlichungen zum Stellvertreter. Anders als die außerordentlich breite öffentliche Debatte konzentrierte sich die literaturwissenschaftliche Auseinandersetzung mit Hochhuths Stück weniger auf inhaltliche als vielmehr auf gattungstheoretische Fragestellungen. Die Kontroverse um die Kategorien der dokumentarischen Literatur und des dokumentarischen Theaters hält an. Der Stellvertreter wurde weltweit in über 80 Städten gespielt. Obwohl das Stück seit den achtziger Jahren nur sporadisch inszeniert wird, hat manche der späteren Inszenierungen am Burgtheater Wien 1988, am Frankfurter Theater im Zoo 1992 oder am Berliner Ensemble 2001 erneut zu Protesten und Strafanzeigen gegen Stück oder Werbematerialien geführt.
Ungeachtet des von Hochhuths Schauspiel ausgehenden Verdikts eröffnete Papst Paul VI. 1965 den Seligsprechungsprozess für Pius XII. Als Voraussetzung für die Seligsprechung Pius’ XII. votierte die zuständige Kongregation für die Selig- und Heiligsprechungsprozesse im Mai 2007 zugunsten des „heroischen Tugendgrades“ des Papstes, der von Papst Benedikt XVI. im Dezember 2009 bestätigt wurde. In einer Predigt anlässlich des 50. Todestages von Pius XII. hob der Papst am 9. Oktober 2008 im Kreise der Teilnehmer einer Bischofssynode die Leistungen seines Vorgängers hervor und verteidigte ihn gegen Kritik. „Da muss man, glaube ich, wirklich erkennen, dass er einer der großen Gerechten war, der so viele Juden gerettet hat wie kein anderer“, sagte der Papst etwa in dem Interviewband Licht der Welt (2010) im Gespräch mit Peter Seewald.
Hochhuth ergänzte:

„Natürlich hat man sich schon manchmal gefragt, wie konnte denn der, der im Ernst glaubt, er sei Stellvertreter Christi auf Erden, zu Auschwitz die Schnauze halten. Obwohl ja auch in Rom, unter den Fenstern des Vatikans, viele italienische Juden zur Tötung nach Auschwitz gebracht worden sind.“

und fasste zusammen:

„Die Frage des Stellvertreters ist: Warum schweigt ausgerechnet der Papst dazu? Der Papst, der von Hitler gar nichts zu fürchten; Hitler hat ihn gefürchtet, seinen Einfluss.“

Der 1978 zum Westen übergelaufene ehemalige General der rumänischen Securitate, Ion Mihai Pacepa, gab 2007 in der konservativen US-Zeitschrift National Review an, dass er zusammen mit anderen Spionagechefs des Ostblocks dem Ruf Pius XII. habe schädigen wollen und dass er dafür – den als Schriftsteller damals allerdings noch unbekannten Gütersloher Verlagslektor – Rolf Hochhuth instrumentalisiert habe. Hochhuth wies diese Vorwürfe zurück.
2018 bezeichnete der Historiker Eduard Werner das Schauspiel in der konservativen katholischen Monatszeitschrift Der Fels als eine „der größten Fälschungen der Weltgeschichte“.
Die vollständige Öffnung der vatikanischen Archive in Rom seit dem Jahr 2020, was Materialien angeht, die mit Pius XII. in Verbindung stehen, hat der Forschung einige neue Materialien zugänglich gemacht, aus denen hervorgeht, dass Pius XII. schon vor Kriegsbeginn im Vatikan ein eigenes Büro zur Bearbeitung von Anfragen verfolgter Juden eröffnen ließ und sich selbst fast täglich mit solchen brieflichen Hilfsanfragen beschäftigt hat. Mehrere tausend solcher Anfragen sind archivarisch dokumentiert. Daraus wird teilweise die Notwendigkeit einer Neubewertung von Hochhuths Thesen abgeleitet. Dank der Recherchen des Kirchenhistorikers Hubert Wolf, so Sven Felix Kellerhoff, sei „nun zum 80. Jahrestag der wohl wichtigsten Weihnachtsansprache aller Zeiten [1942] klar, dass Hochhuths Interpretation den Fakten widerspricht“.

## Verfilmung
Die Weltfilmrechte an Hochhuths Schauspiel veräußerte der Rowohlt Verlag bereits im April 1963 für 300.000 Mark an den französischen Produzenten Georges de Beauregard und dessen Filmproduktionsgesellschaft „Rome Paris Films“, ohne dass es zu einer Verfilmung kam. De Beauregard verkaufte die Filmrechte an den Filmemacher Anatole Litvak weiter. Rolf Hochhuth führte den Ankauf der Filmrechte durch die französische Produktionsgesellschaft und weitere Vertreter der Filmbranche später auf die bewusste Absicht eines der involvierten Produzenten zurück, eine Verfilmung zu verschleppen.
Erst 2001/02 nahm sich der griechisch-französische Filmregisseur Constantin Costa-Gavras des Werks an. Costa-Gavras brachte seine Verfilmung mit den Schauspielern Ulrich Tukur, Mathieu Kassovitz, Ulrich Mühe und Sebastian Koch unter dem deutschen Verleihtitel Der Stellvertreter heraus. Costa-Gavras’ Verfilmung war ein Beispiel für die – seit den 1990er Jahren deutlich häufiger gewordene – Behandlung des Holocausts im Film.

### Ausgaben
- Rolf Hochhuth: Der Stellvertreter. Ein christliches Trauerspiel. Rowohlt, Reinbek 1963. ISBN 978-3-499-10997-3.[24] (17 Wochen lang vom 3. April bis zum 2. Juli 1963 auf dem Platz 1 der Spiegel-Bestsellerliste)

### Monografien und Sammelwerke
- Jan Berg: Hochhuths ‚Stellvertreter‘ und die ‚Stellvertreter‘-Debatte. ‚Vergangenheitsbewältigung‘ in Theater und Presse der sechziger Jahre. Kronberg/Ts. 1977.
- Klaus Drobisch (Hrsg.): Rolf Hochhuth: Der Stellvertreter. Schauspiel + Dokumente zu Rolf Hochhuth „Der Stellvertreter“. Berlin: Volk und Welt 1966.
- Reinhold Grimm et al. (Hrsg.): Der Streit um Hochhuths Stellvertreter. Stuttgart: Basilius 1963 (Theater unserer Zeit).
- Walter Hinck (Hrsg.): Rolf Hochhuth – Eingriff in die Zeitgeschichte. Essays zum Werk. Reinbek bei Hamburg: Rowohlt 1981.
- Reinhard Hoffmeister (Hrsg.): Rolf Hochhuth. Dokumente zur politischen Wirkung. München 1980. S. 23–78. ISBN 3-463-00764-9.
- Fritz J. Raddatz (Hrsg.): Summa iniuria oder Durfte der Papst schweigen? Reinbek: Rowohlt 1963.
- Nadine Ritzer: Alles nur Theater? Zur Rezeption von Rolf Hochhuths «Der Stellvertreter» in der Schweiz 1963/1964. Freiburg i.Ue 2007. ISBN 978-3-7278-1562-1.
- Heiner Teroerde: Politische Dramaturgien im geteilten Berlin. Soziale Imaginationen bei Erwin Piscator und Heiner Müller um 1960. Göttingen: V&R unipress 2009. S. 177–221.

### Aufsätze
- Hannah Arendt: Responsibility and Judgment. New York: Schocken 2003. ISBN 0-8052-1162-4. (enthält die Essays The Deputy: Guilt by Silence? und Personal Responsibility Under Dictatorship von 1964)
- Michael Bachmann: Stellvertreter. In: Dan Diner (Hrsg.): Enzyklopädie jüdischer Geschichte und Kultur (EJGK). Band 5: Pr–Sy. Metzler, Stuttgart/Weimar 2014, ISBN 978-3-476-02505-0, S. 586–592.
- Thomas Brechenmacher: Der Dichter als Fallensteller: Hochhuths „Stellvertreter“ und die Ohnmacht des Faktischen – Versuch über die Mechanismen einer Geschichtsdebatte. In: Geschichte als Falle. Deutschland und die jüdische Welt. Für die Forschungsstelle deutsch-jüdische Zeitgeschichte, hrsg. von Michael Wolffsohn und Thomas Brechenmacher. Neuried 2001. S. 217–257.
- Hetty Burgers: Die Stellvertreter-Rezeption in der DDR. Zur Rezeption der einen deutschen Literatur im anderen Deutschland. In: Ideologie und Literaturwissenschaft. Amsterdam: Rodopi 1986. S. 167–207.
- Peter Epp: Rolf Hochhuth: Der Stellvertreter. In Peter Epp: Die Darstellung des Nationalsozialismus in der Literatur. Frankfurt a. M.: Peter Lang 1985. S. 149–175.
- Ferdinand Fasse: Geschichte, Geschichtsschreibung und Drama. In Ferdinand Fasse: Geschichte als Problem der Literatur. Frankfurt a. M.: Peter Lang 1983. S. 207–233.
- Michael F. Feldkamp: Der „Stellvertreter“ von Rolf Hochhuth in der Innen- und Außenpolitik der Bundesrepublik Deutschland. Mit einem Anhang ausgewählter Aktenstücke aus den Vatikanakten des Auswärtigen Amtes. In: Geschichte im Bistum Aachen – Beiheft 2: Von Pius XII. bis Johannes XXIII. Hrsg. vom Geschichtsverein für das Bistum Aachen e. V. Neustadt a.d. Aisch 2001. S. 127–177.
- Doris Rosenstein: Rolf Hochhuth. Der Stellvertreter. In: Dramen des 20. Jahrhunderts. Band 2. Stuttgart: Reclam 1996. S. 126–156.
- Karl-Heinz Wiest: „Der Stellvertreter“ – Ein Stück und seine Wirkung. In: Rottenburger Jahrbuch für Kirchengeschichte 2 (1983). S. 203–248.
- Karl Jaspers: Zur Aufführung von Hochhuths ‹Stellvertreter›. In: Basler Stadtbuch 1965, S. 212–216.

## Weitere Medien
- Gleichgültigkeit tötet – Rolf Hochhuth über sein Papst-Drama „Der Stellvertreter“ (10 vor 11). Drehbuch: Alexander Kluge. RTL, 6. August 2002.
- Der Revolutionär – Erwin Piscator auf der Weltbühne. Regie: Barbara Frankenstein, Rainer K.G. Ott. Sender Freies Berlin 1988 (Ausschnitte aus der Berliner Uraufführung von 1963).
- Rolf Hochhuth. Der Stellvertreter. Regie: Erwin Piscator. Sprecher: Dieter Borsche, Günther Tabor, Siegfried Wischnewski u. v. a. Produktion: Hessischer Rundfunk 1963. München: der hörverlag 2003.